# Лопене-Єже
Лопене-Єже (пол. Łopienie-Jeże) — село в Польщі, у гміні Нові Пекути Високомазовецького повіту Підляського воєводства.
Населення — 131 особа (2011).
У 1975-1998 роках село належало до Ломжинського воєводства.

## Демографія
Демографічна структура станом на 31 березня 2011 року:
|          | Загалом | Допрацездатний вік | Працездатний вік | Постпрацездатний вік |
| -------- | ------- | ------------------ | ---------------- | -------------------- |
| Чоловіки | 71      | 14                 | 47               | 10                   |
| Жінки    | 60      | 11                 | 33               | 16                   |
| Разом    | 131     | 25                 | 80               | 26                   |